# Toponimia de Vitoria
Toponimia de Vitoria, también conocido en euskera como Gasteizko toponimia, es un diccionario toponímico, obra de Elena Martínez de Madina Salazar, bajo la coordinación de la Real Academia de la Lengua Vasca. Hasta la fecha, se han publicado siete tomos.

## Descripción

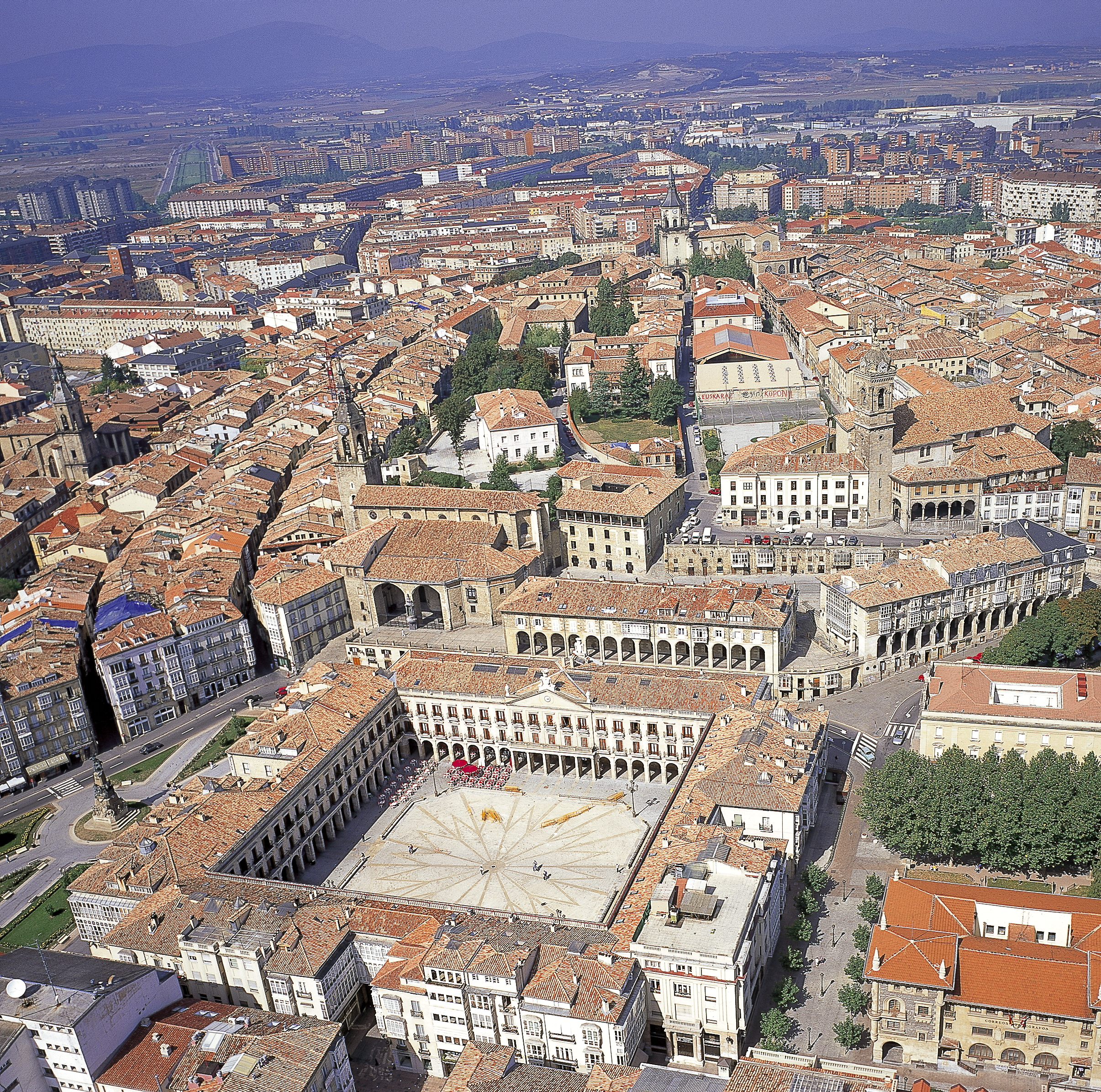
Vista aérea de la ciudad de Vitoria, cuyas calles se repasan en la obra

La obra cuenta con el apoyo del Ayuntamiento de Vitoria y estuvo dirigida por Henrike Knörr Borràs hasta su fallecimiento en 2008. Si bien Elena Martínez de Madina Salazar figura como autora principal, también participaron en la elaboración Juan José Galdos López de Laño, José Antonio González Salazar, Montserrat Ocio Vallejo y Blanca Rescalvo González. Se propone «la recogida sistemática de todos los topónimos del municipio de Vitoria, con sus 64 aldeas, de toda la documentación de los archivos locales para su posterior clasificación, identificación y normalización lingüística». Toma como fuentes los trabajos de, entre otros, José Colá y Goiti, Venancio del Val de Sosa, Joaquín José de Landázuri y Romarate, Federico Baráibar, Marcelo Núñez de Cepeda, Odón Apraiz, Micaela Portilla y Eulogio Serdán Aguirregavidia.